# Bothriomyrmex myops
Bothriomyrmex myops é uma espécie de inseto do gênero Bothriomyrmex, pertencente à família Formicidae.